# Corrente di Irminger

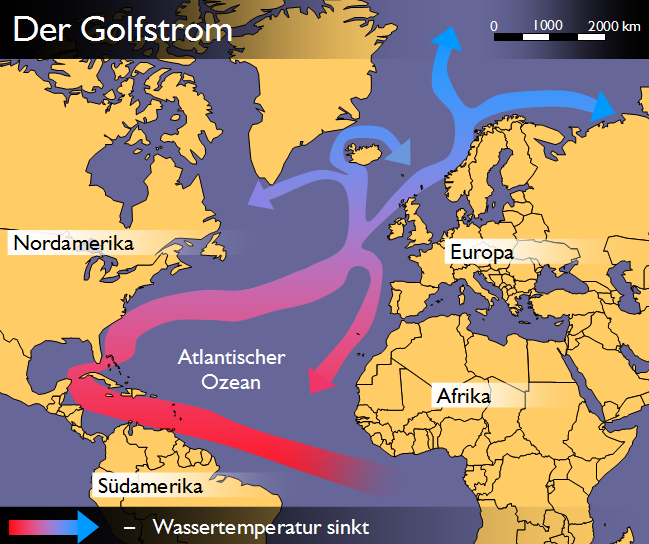
La corrente di Irminger è il prolungamento nordoccidentale della corrente del Golfo.

La corrente di Irminger è una corrente oceanica dell'Atlantico che fluisce verso ovest al largo della costa sudoccidentale dell'Islanda. 

## Caratteristiche
La corrente di Irminger costituisce il prolungamento nordoccidentale della corrente del Golfo e viene alimentata dalla corrente nord-atlantica. Le sue acque sono relativamente calde e saline in rapporto alle acque alla stessa latitudine.
Deve il suo nome al vice ammiraglio e idrografo danese Carl Ludvig Christian Irminger (1802–1888) che condusse ricerche idrografiche nella zona nel 1854 e a cui è intitolato anche il Mare di Irminger.